# جی‌جی ۷۵۸
جی‌جی ۷۵۸ یک ستاره است که در صورت فلکی شلیاق قرار دارد.